# 萨特里亚诺-迪卢卡尼亚
萨特里亚诺-迪卢卡尼亚（義大利語：Satriano di Lucania），是意大利波坦察省的一个市镇。总面积33平方公里，人口2422人，人口密度73.4人/平方公里（2009年）。ISTAT代码为076083。